# Стефан II (избран за папа)
Вижте пояснителната страница за други личности с името Стефан II.
Стефан II (на латински: Stephanus PP. II) e римски свещеник, който е избран за папа през март 752 г., за да наследи на този пост папа Захарий, но умира 3 дни по-късно - преди да бъде ръкоположен за епископ (римски епископ, т.е. папа). Последен византийски папа, втори с това име.
Поради това, че понтификатът му, доколкото е имало такъв, продължава едва 4 дни, той е пропускан в броенето на папите, а новият папа също взема името Стефан, заради печалната кончина на предшественика си, и е наричан ту Стефан II, ту Стефан III, а и по-нататък, при използването на това име от папите, се явяват подобни размествания и несъответствия, например Стефан IV e наричан и Стефан III.